# Adílio
Adílio de Oliveira Gonçalves (Río de Janeiro, 15 de mayo de 1956-Jacarepaguá, 5 de agosto de 2024) fue un futbolista brasileño, quien jugó en la posición de extremo derecho en el Flamengo en las décadas de 1970 y 1980.

## Carrera
El jugador Adílio, canterano del Flamengo, club en el que jugó la mayor parte de su carrera, Adílio actuó al lado de Zico y Andrade, formando uno de los mejores medios de la historia del Flamengo. 
Con ese equipo, el Flamengo conquistó sus mayores glorias, ganando la Copa Libertadores 1981 y la Copa Intercontinental del mismo año. En lo local ganó el Brasileirão de 1980, 1982, 1983 y 1987.
Adílio era un jugador de rara habilidad y creatividad, dueño de un pase perfecto y adepto a un estilo de juego clásico. Con todo, también supo ser decisivo en su carrera, como cuando marcó el segundo gol del Flamengo en la victoria de 3-0 sobre el Liverpool inglés en la final de la Copa Intercontinental 1981. En 1990 llega al Alianza Lima de Perú, retirándose a medio año por baja performance en el equipo Intimo de La Victoria

### Muerte
Adílio, uno de los mayores ídolos del club y el tercer jugador que más vistió la camiseta rojinegra de la historia, fue diagnosticado con cáncer de páncreas, lo que lo llevó a ser ingresado en un hospital privado de Río de Janeiro. El exjugador falleció el 5 de agosto de 2024. 

## Selección Brasileña
Adílio solo tuvo dos apariciones con la selección brasileña de fútbol. Sin embargo, dejó su huella al darle un hermoso pase a Júnior para que anotara el gol de la victoria de Brasil sobre Alemania, en un partido jugado en el Maracaná, en 1982. 
Después de retirarse del fútbol de campo y migrar al fútbol sala, Adílio fue campeón mundial con la selección brasileña de futsal en la Copa del Mundo de 1989. Es el único jugador en la historia que ha jugado como profesional en las selecciones nacionales brasileñas de fútbol campo y fútbol sala.

## Clubes
| Club            | País     | Año         |
| --------------- | -------- | ----------- |
| Flamengo        | Brasil   | 1975 - 1987 |
| Coritiba        | Brasil   | 1987 - 1988 |
| Barcelona SC    | Ecuador  | 1989 - 1990 |
| Alianza Lima    | Perú     | 1990        |
| Itumbiara       | Brasil   | 1991        |
| América FC      | Brasil   | 1992        |
| Avaí FC         | Brasil   | 1993        |
| Friburguense AC | Brasil   | 1994        |
| Bacabal EC      | Brasil   | 1995        |
| Serrano FC      | Brasil   | 1995        |
| Boavista SC     | Brasil   | 1995-1996   |
| Borussia Fulda  | Alemania | 1996        |
| Barra Mansa FC  | Brasil   | 1997        |

## Palmarés

### Campeonatos regionales
| Título                        | Club     | País   | Año  |
| ----------------------------- | -------- | ------ | ---- |
| Campeonato Carioca            | Flamengo | Brasil | 1978 |
| Campeonato Carioca            | Flamengo | Brasil | 1979 |
| Campeonato Carioca (Especial) | Flamengo | Brasil | 1979 |
| Campeonato Carioca            | Flamengo | Brasil | 1978 |
| Campeonato Carioca            | Flamengo | Brasil | 1981 |
| Campeonato Carioca            | Flamengo | Brasil | 1986 |

### Campeonatos nacionales
| Título  | Club      | País    | Año  |
| ------- | --------- | ------- | ---- |
| Serie A | Flamengo  | Brasil  | 1980 |
| Serie A | Flamengo  | Brasil  | 1982 |
| Serie A | Flamengo  | Brasil  | 1983 |
| Serie A | Barcelona | Ecuador | 1989 |

### Campeonatos internacionales
| Título                | Club     | País   | Año  |
| --------------------- | -------- | ------ | ---- |
| Copa Libertadores     | Flamengo | Brasil | 1981 |
| Copa Intercontinental | Flamengo | Brasil | 1981 |

### Distinciones individuales
| Distinción                                                                    | Año  |
| ----------------------------------------------------------------------------- | ---- |
| Bola de Plata otorgado por la revista Score, al mejor jugador del Brasileirão | 1977 |
| Bola de Plata otorgado por la revista Score, al mejor jugador del Brasileirão | 1978 |